# Rhynchosia villosa
Rhynchosia villosa är en ärtväxtart som först beskrevs av Meissner, och fick sitt nu gällande namn av George Claridge Druce. Rhynchosia villosa ingår i släktet Rhynchosia och familjen ärtväxter. Inga underarter finns listade i Catalogue of Life.